# Arcterigone
Arcterigone is een geslacht van spinnen uit de familie hangmatspinnen (Linyphiidae).

## Soorten
De volgende soorten zijn bij het geslacht ingedeeld:
- Arcterigone pilifrons (L. Koch, 1879)